# Emmanuel Culcasi
Emmanuel Culcasi (* 1993 in Montpellier) ist ein französischer Organist.

## Leben
Nach dem Besuch der Regionalkonservatorien  in Marseille und Aix-en-Provence  begann er 2012 ein Studium des Orgelspiels am Conservatoire national supérieur de musique et de danse de Lyon sowie ein Studium der Musikwissenschaft an der Universität Lyon, welches er 2015 jeweils mit dem Bachelor abschloss. 2014 erhielt er ein Forschungsstipendium für die Universität Aix-Marseille und begann dort Untersuchungen über die Auswirkung des Musiktrainings auf die Plastizität des Gehirns. Ab 2015 ergänzte er seine Ausbildung bei Pierre Pincemaille. Er besuchte des Weiteren Meisterkurse u. a. bei Ingo Bredenbach, Bernard Foccroulle, Paolo Crivellaro und Jacques van Oortmerssen. Seit 2016 ist er  Co-Titularorganist an der Kathedrale von Aix-en-Provence.

## Tondokumente (Auswahl)
- Marcel Dupré:  Prélude et fugue en si majeur[2]